# Isabelle Collin Dufresne
Isabelle Collin Dufresne (nombre artístico, Ultra Violet, 6 de septiembre de 1935 - 14 de junio de 2014) fue una artista franco-estadounidense, autora y colega y superestrella de Andy Warhol. Al principio de su carrera, trabajó y estudió con el artista surrealista Salvador Dalí. Ella vivió y trabajó en la ciudad de Nueva York, y también tenía un estudio en Niza, Francia.

## Primeros años
Isabelle Collin Dufresne fue criada en una familia de clase media alta estrictamente religiosa, pero ella se rebeló a una edad temprana. Se le instruyó en una escuela católica, y luego en un reformatorio. En 1953, recibió una Licenciatura en Artes en Le Sacre Coeur, en Grenoble, Francia. Ella pronto se fue de Francia a vivir con una hermana mayor en la ciudad de Nueva York.
En 1954, tras una reunión con Salvador Dalí, se convirtió en su "musa", alumna y asistente de estudio tanto en Port Lligat, España, y en la ciudad de Nueva York. Más tarde, ella recuerda, "me di cuenta de que yo era 'surrealista', que yo no lo sabía hasta que conocí a Dalí". En la década de 1960, Dufresne comenzó a seguir la escena del arte pop americano progresiva incluyendo a Jasper Johns, Robert Rauschenberg y James Rosenquist.

## Warhol y The Factory

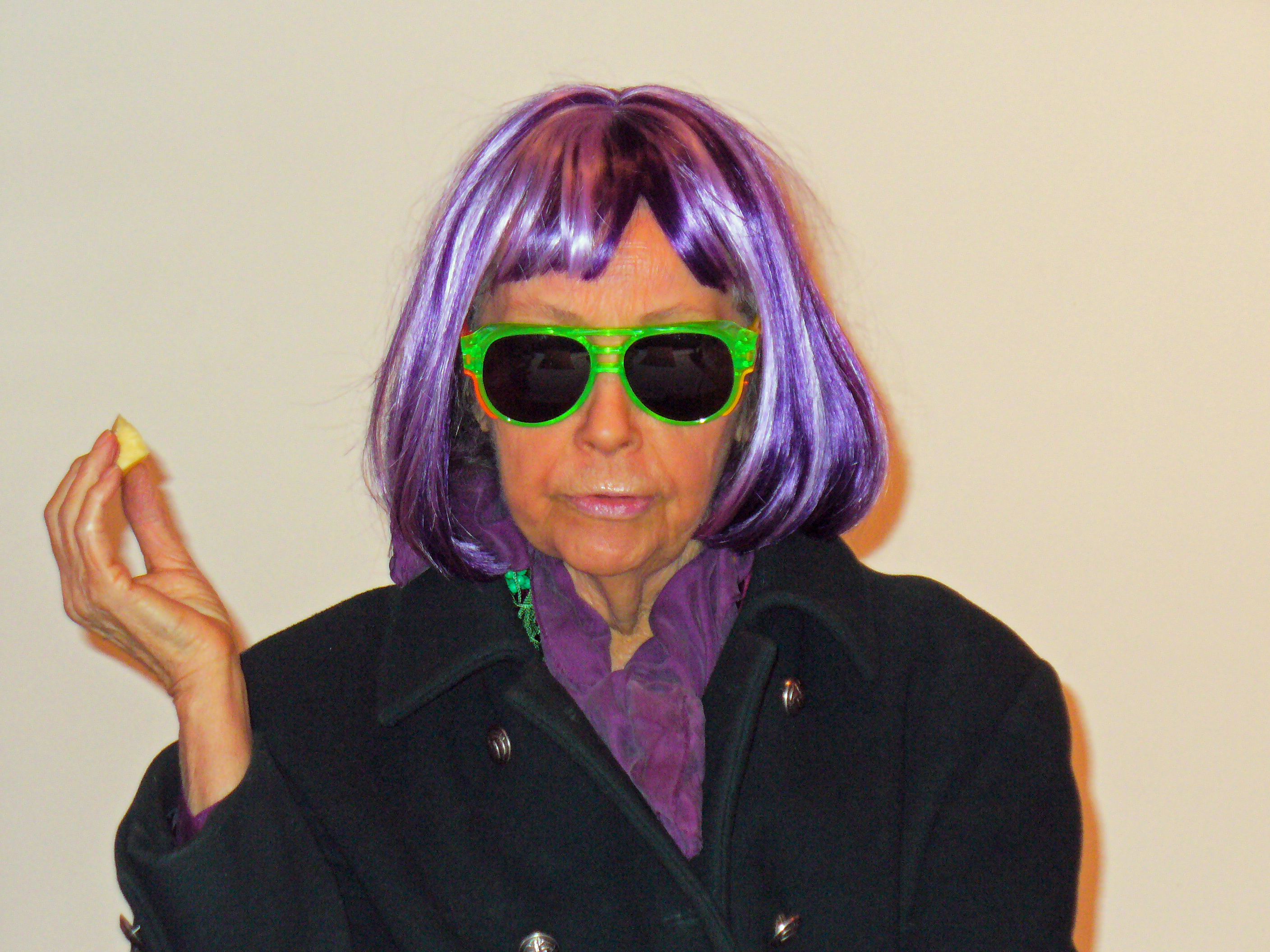
Ultra Violet en una celebración de la Warhol Factory en 2007.

En 1963, Dalí presentó a Dufresne a Andy Warhol, y pronto se trasladó a la órbita de su estudio poco ortodoxo, "The Factory". En 1964 seleccionó el nombre artístico de "Ultra Violet" a sugerencia de Warhol, porque era su color de pelo preferido en ese momento, su pelo era a menudo violeta o lila. Se convirtió en una de las muchas "superestrellas" en la Factory de Warhol, y desempeñó varias funciones en más de una docena de películas entre 1965 y 1974.

## Muerte
Después de una larga batalla contra el cáncer, murió en la mañana del 14 de junio de 2014 en la ciudad de Nueva York.

## Libros
- Isabelle Dufresne / Ultra Violet:  Famous for 15 Minutes. My Years With Andy Warhol.  (1988) Illustrated. 274 pp. San Diego: Harcourt Brace Jovanovich (English-language edition in paperback. Avon Books, 1990, ISBN 0-380-70843-4)
- Isabelle Dufresne / Ultra Violet: Andy Warhol, Superstar.  ISBN 3-7857-0535-2 (German, at present only a second-hand example available)
- Isabelle Dufresne / Ultra Violet: L'Ultratique

## Filmografía
- Blackout (1994) .... Arlette
- An Unmarried Woman (1978) .... Lady MacBeth
- Curse of the Headless Horseman (1974) .... Contessa Isabel du Fren
- Bad Charleston Charlie (1973)
- Savages (1972) .... Iliona, a Decadent
- Believe in Me (1971) .... Patient
- The Telephone Book (1971) .... Whip Woman
- Simon, King of the Witches (1971) .... Sarah
- Taking Off (1971) .... SPFC Member
- Dinah East (1970) .... Daniela
- Brand X (1970) .... Singer
- The Phynx (1970) .... Felice
- Cleopatra (1970)
- Maidstone (1970) .... Herself
- Midnight Cowboy (1969) .... The Party
- The Secret Life of Hernando Cortez (1969) .... Daughter of Montezuma
- **** (1967)
- I, a Man (1967)
- The Life of Juanita Castro (1965)